# Paden (Mississippi)
Paden è un comune (village) degli Stati Uniti d'America, situato nella contea di Tishomingo, nello Stato del Mississippi.